# Teherán tartomány

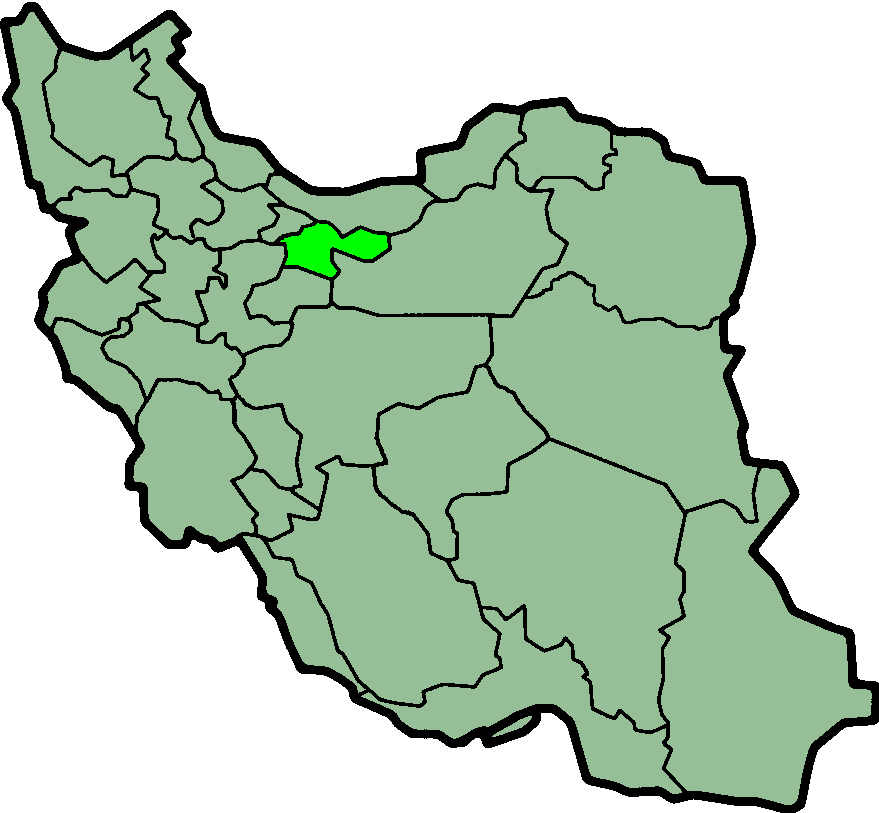
Teherán tartomány elhelyezkedése Iránban

Teherán tartomány (perzsául استان تهران [Ostân-e Tehrân]) Irán 31 tartományának egyike az ország északi részén. Északon Mázandarán tartomány, keleten Szemnán, délen Kom, délnyugaton Markazi tartomány, nyugaton pedig Alborz tartomány határolja. Székhelye Teherán, a főváros. Területe 12 981 km², lakossága 11 228 625 fő.

## Közigazgatási beosztás
Teherán tartomány 2021 novemberi állás szerint 16 megyére (sahrasztán) oszlik. Ezek: Baháresztán, Damávand, Eszlámsahr, Firuzkuh, Karcsak, Kodsz, Malárd, Pardisz, Pákdast, Pisvá, Rej, Robát-Karim, Semiránát, Sahrijár, Teherán, Varámin.

## Fordítás
- Ez a szócikk részben vagy egészben  a(z)   استان‌های ایران című perzsa Wikipédia-szócikk ezen változatának fordításán alapul.  Az eredeti cikk szerkesztőit annak laptörténete sorolja fel. Ez a jelzés csupán a megfogalmazás eredetét és a szerzői jogokat jelzi, nem szolgál a cikkben szereplő információk forrásmegjelöléseként.